# Giro della Provincia di Reggio Calabria 1952
Il Giro della Provincia di Reggio Calabria 1952, tredicesima edizione della corsa, si svolse il 14 settembre 1952 su un percorso di 240 km, con partenza e arrivo a Reggio Calabria. La vittoria fu appannaggio dell'italiano Gino Bartali, che completò il percorso in 7h40'22", alla media di 31,279 km/h, precedendo i connazionali Fiorenzo Magni e Giuseppe Minardi.

## Ordine d'arrivo (Top 10)
| Pos. | Corridore             | Squadra       | Tempo    |
| ---- | --------------------- | ------------- | -------- |
| 1    | Gino Bartali          | Bartali-Ursus | 7h40'22" |
| 2    | Fiorenzo Magni        | Ganna-Ursus   | s.t.     |
| 3    | Giuseppe Minardi      | Legnano       | s.t.     |
| 4    | Luciano Maggini       | Atala-Pirelli | a 4'06"  |
| 5    | Widmer Servadei       | Bartali-Ursus | s.t.     |
| 6    | Tranquillo Scudellaro | Legnano       | s.t.     |
| 7    | Danilo Barozzi        | Atala-Pirelli | s.t.     |
| 8    | Arrigo Padovan        | Atala-Pirelli | s.t.     |
| 9    | Alfredo Martini       | Welter-Ursus  | a 4'15"  |
| 10   | Rinaldo Moresco       | Arbos-Pirelli | s.t.     |